# Irene Vecchi
Irene Vecchi (Liorna, 10 de juny de 1989) és una tiradora d'esgrima italiana. Membre del Gruppi Sportivi Fiamme Gialle, s'especialitzà en la modalitat de sabre. Internacional amb la selecció italiana des de 2009, ha aconseguit dues medalles de bronze als Campionats del Món d'esgrima (2013 i 2017) i un campionat del Món per equips (2017). Als Campionats d'Europa ha aconseguit una medalla de bronze (2013) i dues medalles d'or per equips (2011 i 2017). Va participar en els Jocs Olímpics de Londres 2012, arribant als quarts de final en la categoria individual. Entre d'altres distincions, ha rebut el Collar d'Or al Mèrit Esportiu del Comitè Olímpic Italià l'any 2017.

## Palmarès
Campionat del Món d'esgrima
- 2 medalles de bronze en sabre: 2013 i 2017
- 1 medalla d'or en sabre per equips: 2017

Campionat d'Europa d'esgrima
- 1 medalles de bronze en sabre: 2013
- 2 medalles d'or en sabre per equips: 2011 i 2017
- 4 medalles de bronze en sabre per equips: 2009, 2010, 2012, 2013